# Зюплинген
Зюплинген (на немски: Süpplingen) е община в окръг Хелмщет в Долна Саксония, Германия, с площ от 10.35 km² и 1672 жители (2015).
Намира се близо до общината Зюплингенбург (Сюплингенбург) и на около 6 km западно от окръжния град Хелмщет.
Зюплинген е споменат за пръв път в документ от 888 г. като Sophingi.
- Църквата Св. Ламберт
- Църквата Св. Бонифаций